# Lee Atwater

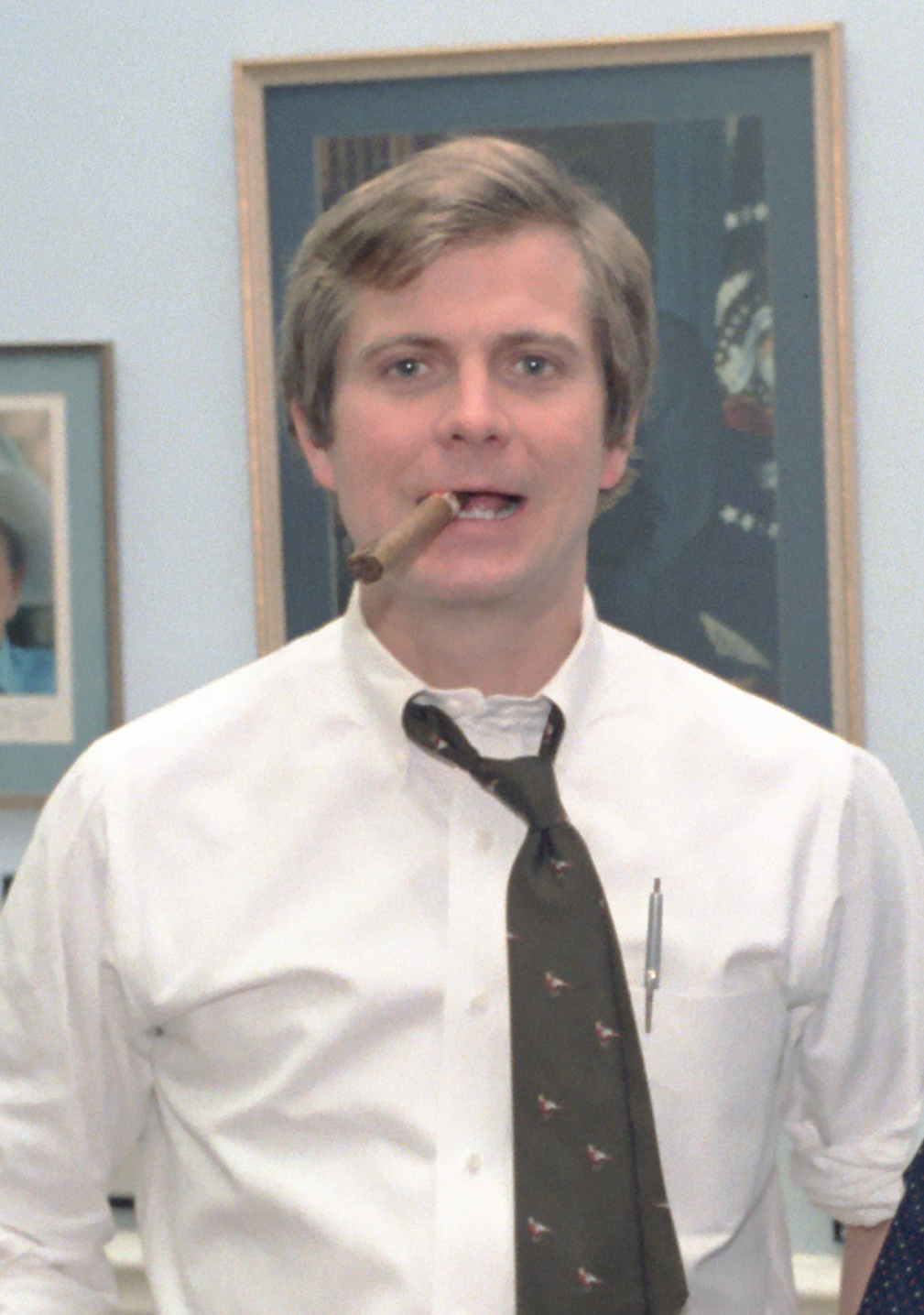
Lee Atwater (1982)

Harvey Leroy „Lee“ Atwater (* 26. Februar 1951 in Atlanta, Georgia; † 29. März 1991 in Washington, D.C.) war ein US-amerikanischer Politikberater und -stratege. Er arbeitete für die republikanischen Präsidenten Ronald Reagan und George Bush, für die er neuartige und besonders aggressive Wahlkampfstrategien entwickelte, beispielsweise das gezielte Streuen rufschädigender Gerüchte.

## Familie, Ausbildung und Beruf
Lee Atwater wuchs mit einer Schwester in Columbia (South Carolina) auf und erhielt den Bachelor-Grad am Newberry College, einer kleinen lutherischen Schule in Newberry, South Carolina. Seinen Master-Abschluss machte er an der University of South Carolina. Anfang der 1970er Jahre schloss er sich der Republikanischen Partei an. Als Geschäftsführer der College Republicans lernte Atwater den damaligen Vorsitzenden des Republican National Committee, George H. W. Bush, kennen, der ihn persönlich und politisch förderte.
Mit seiner Ehefrau Sally hatte Atwater drei Kinder.

## Beratertätigkeit
Atwater begann seine Politikberatung als Wahlkampfmanager des Senators Strom Thurmond bei dessen Wiederwahl 1978. Atwaters aggressive Taktiken traten insbesondere ab 1980 zutage, als er den republikanischen Kongresskandidaten Floyd Spence im Wahlkampf gegen den demokratischen Bewerber Tom Turnipseed beriet. Sie bestanden unter anderem aus gezielt manipulierten Stimmabgaben in gefälschten Umfragen von angeblich unabhängigen Meinungsforschern. Diese sollten vornehmlich weiße Bewohner der Vororte darüber informieren, dass Turnipseed ein Mitglied der NAACP war. Auch sandte er Briefe des Senators Strom Thurmond aus, wonach Turnipseed Amerika entwaffnen und zu den Liberalen und Kommunisten überlaufen wolle.
Im Jahr 1981 gab Atwater als Mitarbeiter Reagans dem Politikwissenschaftler Alexander P. Lamis ein anonymes Interview. Teile dieses Gesprächs wurden in Lamis’ Buch The Two Party South abgedruckt, später dann in Southern Politics in the 1990s mit Atwaters Namen veröffentlicht. Im November 2012 veröffentlichte The Nation das Interview in voller Länge, in dem Atwater Auskunft über die Southern Strategy der Republikaner gab, eine Sprache des kodierten Rassismus zu benutzen, um die mehrheitlich demokratisch wählenden, weitgehend konservativen Weißen aus den Südstaaten an die Republikaner zu binden (siehe Dixiecrats). Er erklärte:
You start out in 1954 by saying, “Nigger, nigger, nigger.” By 1968 you can’t say “nigger” — that hurts you. Backfires. So you say stuff like forced busing, states’ rights and all that stuff. You’re getting so abstract now [that] you’re talking about cutting taxes, and all these things you’re talking about are totally economic things and a byproduct of them is [that] blacks get hurt worse than whites. And subconsciously maybe that is part of it. I’m not saying that. But I’m saying that if it is getting that abstract, and that coded, that we are doing away with the racial problem one way or the other. You follow me — because obviously sitting around saying, “We want to cut this,” is much more abstract than even the busing thing, and a hell of a lot more abstract than “Nigger, nigger.”
Du beginnst [den Wahlkampf] 1954 in dem du, „Nigger, Nigger, Nigger“ sagst. 1968 kannst du nicht „Nigger“ sagen- das schadet dir. Fällt auf dich zurück. Also fängst mit Sachen wie „erzwungenen Busfahrten“, „Staatsrechten“ und so einem Zeugs an. Du wirst so abstrakt, dass du über Steuersenkungen und reine Wirtschaftsthemen sprichst und eine Nebenfolge dieser Themen ist, dass Schwarze durch sie stärker negativ getroffen werden als Weiße. Und im Unterbewusstsein ist das vielleicht Teil der ganzen Sache. Das sage ich nicht. Aber ich sage, wenn es so abstrakt wird, und es eine Verschlüsselung ist, dann kommen wir mit dem Rassenproblem auf die eine Art und Weise davon. Folgen Sie mir — denn wenn wir dasitzen und sagen „wir wollen das senken“ dann ist das abstrakter als die erzwungenen Busfahrten und verdammt nochmal abstrakter als „Nigger, Nigger“.

Atwater mit Präsident Ronald Reagan 1983 im Oval Office

Ed Rollins, der die Kampagne Ronald Reagans zu dessen Wiederwahl 1984 als Präsident leitete, berichtete in seinem 1996 erschienenen Buch Bare Knuckles And Back Rooms über Atwaters Methoden. Laut Rollins führte Atwater gegen Geraldine Ferraro, zur Wahl 1984 Kandidatin der Demokratischen Partei für das Amt des Vizepräsidentin, eine Schmutzkampagne, die unter anderem fälschlich behauptete, Ferraros Eltern seien in den 1940er Jahren wegen verschiedener Verbrechen angeklagt worden. Ferraro zog sich daraufhin für einige Tage aus dem Wahlkampf zurück.

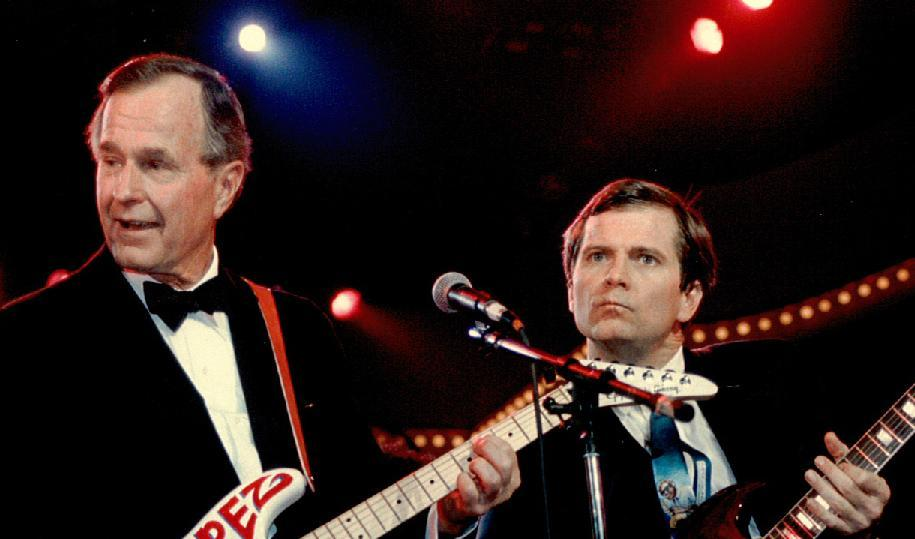
Lee Atwater (rechts) bei einer Jamsession anlässlich der Amtseinführung des US-Präsidenten George Bush (links) am 21. Januar 1989

Atwaters bedeutendste Kampagne war die zur Präsidentschaftswahl 1988. Eine aggressive Medienoffensive, die sich in Fernsehspots auch auf den Fall Willie Horton bezog, half George Bush, den anfänglichen Vorsprung seines demokratischen Konkurrenten Michael Dukakis von 17 Prozentpunkten in Umfragen zu überwinden und die Mehrheit der Wahlmänner zu gewinnen. Horton war ein zu einer lebenslangen Haftstrafe verurteilter Mörder, der im Gefängnis zugab, während eines Freigangs eine Frau vergewaltigt zu haben. Atwater hatte vor der Kampagne angekündigt, „dem kleinen Bastard [Dukakis] die Rinde abzuziehen“ und Willie Horton zu „dessen Running Mate zu machen“. Vor der Wahl wurden in den Medien falsche Gerüchte über Dukakis gestreut. So behauptete der republikanische Senator von Idaho, Steve Symms, dass Dukakis’ Frau Kitty eine US-Flagge verbrannt, um gegen den Vietnamkrieg zu demonstrieren, sowie dass Dukakis sich wegen Geisteskrankheit in Behandlung befunden habe. Atwater konnte nicht nachgewiesen werden, diese Gerüchte in die Welt gesetzt zu haben.
Während der Wahlkampagne bezog George W. Bush, Sohn des baldigen Präsidenten, ein Büro nahe Atwaters Büro. Seine Aufgabe war es, die Aktivitäten Atwaters sowie der anderen Mitarbeiter zu überwachen. In ihren Memoiren schrieb Barbara Bush, dass ihr Sohn und Atwater in dieser Zeit enge Freunde wurden. Außerdem war er ein politischer Mentor Karl Roves, des späteren Wahlkampf-Strategen George W. Bushs. Nach dem Wahlsieg wählte Präsident Bush den umstrittenen Atwater als Vorsitzenden des Republican National Committee, der Organisation der Bundespartei, aus.

## Tätigkeit als Musiker
Neben seiner politischen Karriere betätigte er sich auch als Musiker. Besonders mochte er Rhythm and Blues (R&B). Als Jugendlicher in Columbia spielte Atwater in seiner Rockband „The Upsetters Revue“. Für kurze Zeit spielte er in den 1960er Jahren die Hintergrundgitarre für Percy Sledge. Selbst auf der Höhe seines politischen Einflusses gab er regelmäßige Konzerte in Clubs und Kirchen rund um Washington, solo oder mit Bluesmusikern wie B. B. King. Mit King und Carla Thomas, Isaac Hayes, Sam Moore sowie Chuck Jackson nahm er 1990 bei dem Label Curb Records ein Album namens „Red Hot & Blue“ auf. Robert Hilburn schrieb über das Album in der Los Angeles Times: „Das unterhaltsamste an diesem ganzen Gruß an den R&B der 50er und 60er im Memphis-Style ist, wie es Ihre Freunde erstaunen wird. Spielen Sie für jemanden eine Auswahl wie ‚Knock on Wood‘ oder ‚Bad Boy‘, ohne den Sänger zu verraten, und sehen Sie dann in ihre geweiteten Augen, wenn Sie sagen, dass es sich um den umstrittenen Bundesvorsitzenden der Republikanischen Partei handelt … Lee Atwater.“

## Krankheit und Tod
Am 5. März 1990 brach Atwater bei einer Veranstaltung zur Beschaffung von Spenden für Senator Phil Gramm zusammen. Es wurde ein bösartiges Astrozytom in seiner rechten Gehirnhälfte festgestellt. Kurz vor seinem Tod konvertierte er zum Katholizismus und bat in einem Porträt der Zeitschrift Life im Februar 1991 unter anderem bei Dukakis um Entschuldigung. Er starb am 29. März 1991.

## Rezeption
Im Jahr 1992 wurde Robert Myers’ Theaterstück Atwater: Fixin’ to Die erstmals aufgeführt. Auch der Dokumentarfilm Boogie Man: The Lee Atwater Story (2008) behandelt Atwaters politische Beratertätigkeit.